# Trgovište (gmina Knjaževac)
Trgovište (cyr. Трговиште) – wieś w Serbii, w okręgu zajeczarskim, w gminie Knjaževac. W 2011 roku liczyła 1855 mieszkańców.